# Walthamstow Central (stacja kolejowa)
Walthamstow Central – stacja kolejowa w Londynie, wykorzystywana również przez metro, w którego sieci stanowi północny kraniec Victoria Line. Znajduje się w granicach administracyjnych London Borough of Waltham Forest. W 1968 została włączona do sieci metra. Obecnie z peronów metra korzysta rocznie ok. 13,74 mln pasażerów rocznie (2007), a z części kolejowej ok. 2,2 mln pasażerów rocznie (2007/8) Zatrzymują się tam pociągi jadące po linii Lea Valley Lines, z dworca Liverpool Street do Chingford w północnym Londynie. Połączenie to obsługuje przewoźnik National Express East Anglia.